# アレシャンドリナ・マリア・ダ・コスタ
アレシャンドリナ・マリア・ダ・コスタ（ポルトガル語:Alexandrina Maria da Costa、1904年3月30日 - 1955年10月13日）は、ポルトガルのカトリック教会の神秘家。ポーヴォア・デ・ヴァルジン出身。
2004年4月25日、ローマ教皇ヨハネ・パウロ2世によって列福された。